# The Cattle Thief's Brand
The Cattle Thief's Brand est un film muet américain réalisé par Allan Dwan et sorti en 1911.

## Synopsis
George Mason, propriétaire d'un petit ranch dans le Wyoming, fait du marquage illégal de bovins une nouvelle pratique. Personne n'est au courant, hormis le contremaître Jack Beeman. Mason reçoit une lettre qui l'avertit qu'un ranger est sur sa piste. Il décide de marquer les dernières bêtes non identifiées, mais sa femme le surprend et est persuadée de sa culpabilité. Elle le dénonce...

## Fiche technique
- Titre : The Cattle Thief's Brand
- Réalisation : Allan Dwan
- Genre : Western
- Production : American Film Manufacturing Company
- Distribution : Motion Picture Distributors and Sales Company
- Date de sortie : 
  - États-Unis : 27 juillet 1911

## Distribution
- J. Warren Kerrigan : Jack Beeman
- Pauline Bush : Mrs. Mason
- George Periolat : George Mason